# Entrevista motivacional
Entrevista motivacional (EM) designa uma forma de técnica de entrevista baseada na terapia centrada no cliente e desenvolvida originalmente para o tratamento psicoterapêutico de dependência de drogas e álcool. Objetivo é, através de uma determinada forma de fazer perguntas e superar ambivalências, desenvolver motivação intrínseca para uma mudança de comportamento por parte do cliente (paciente).

## Conceitos básicos da EM

### Dissonância e consonância
Consonância designa em EM uma situação em um relacionamento (por exemplo entre terapeuta e paciente) em que as partes  estão de acordo quanto à estruturação desse relacionamento, por exemplo quanto ao tema a ser tratado e aos papéis de cada uma das partes. Dissonância, pelo contrário, designa uma situação em que as partes não estão de acordo, elas por assim dizer, lutam uma contra a outra. A dissonância em um relacionamento é caracterizada sobretudo por resistência por parte do paciente.
Resistência, em EM, designa respostas do paciente que apresentam (1) argumentos a favor do status quo, (2) desvantagens de uma mudança, (3) a intenção do indivíduo de não querer modificar o próprio comportamento ou (4) um pessimismo com relação a uma mudança. Apesar do que o termo costuma sugerir, ou seja, de que o paciente é "culpado" pela resistência, a resistência em EM é vista antes como o resultado da interação entre terapeuta e paciente. Ou seja, determinado comportamento do terapeuta pode desencadear resistência no paciente. Duas grandes causas de resistência são o desentendimento quanto ao objetivo da consulta (ex. o terapeuta está convencido de que o paciente deve parar de consumir drogas e este se encontra ainda ambivalente) e quanto aos papéis das partes (ex. o terapeuta se apresenta como especialista e e paciente se sente ofendido e ferido em sua autonomia).
EM baseia-se no princípio de que o paciente se encontra muitas vezes em um estado de ambivalência: ele não sabe se quer ou não modificar seu comportamento (ex. consumo de drogas). Ou seja, ele possui argumentos que defendem a manutenção do problema e outros que defendem uma mudança de comportamento. No entanto se alguém (ex. o terapeuta) assume a posição de defensor da mudança, o paciente acaba tendo de assumir a defesa da manutenção da situação como ela está - ou seja, resistência. O objetivo da EM é, então, permitir ao próprio paciente oferecer os argumentos e as razões a favor de uma mudança. Exatamente como no caso da resistência, o comportamento do terapeuta pode auxiliar o paciente a dar respostas favoráveis a uma mudança. Esse tipo de resposta, chamado em EM change-talk (ing. respostas de mudança), é assim caracterizado por apresentar (1) desvantagens do status quo, (2) vantagens de uma mudança, (3) intenção de se modificar ou (4) um otimismo com relação a uma mudança.

### A postura básica da EM
EM baseia-se em três posturas básicas do terapeuta com relação ao cliente, que têm por fim diminuir a resistência e aumentar o número de respostas de mudança:
- Cumplicidade - O terapeuta constrói um relacionamento com o cliente e procura valorizar o conhecimento e o ponto de vista do cliente, criando um clima propício para uma mudança. Assim EM distingue-se de outras formas de psicoterapia que trabalham com confrontação, que procuram forçar o cliente a tomar consciência e aceitar uma "realidade" que ele não quer ver ou assumir;
- Evocação - O terapeuta parte do princípio de que o cliente possui recursos e motivação para a mudança; estes devem ser reforçados pelo terapeuta através de referências aos valores, objetivos e percepções do cliente. EM diferencia-se dessa forma de outras formas de psicoterapia que procuram ensinar e dar conselhos ao paciente de como ele deve se comportar;
- Autonomia - O direito e a capacidade do cliente de definir seu comportamento e de tomar suas próprias decisões é reforaçada. EM não se basiea, assim, na autoridade do terapeuta para dizer ao cliente o que ele deve fazer.

### Os quatro princípios
A postura básica acima descrita se realiza através de quatro princípios práticos, que norteiam o comportamento do terapeuta:
1. Expressar empatia;
2. Desenvolver discrepâncias entre o comportamento atual do paciente e seus valores, objetivos e desejos;
3. Desviar-se de resistência;
4. Propiciar a autoeficácia, ou seja, a confiança do cliente em ser capaz de resolver os próprios problemas